# Nalliers (Vienne)
 Nalliers  es una población y comuna francesa, situada en la región de Poitou-Charentes, departamento de Vienne, en el distrito de Montmorillon y cantón de Saint-Savin (Vienne).

## Demografía
| 523 | 486 | 385 | 361 | 359 | 327 | 316 |
| Para los censos de 1962 a 1999 la población legal corresponde a la población sin duplicidades (Fuente: INSEE [Consultar]) |     |     |     |     |     |     |